# Nguyễn Ngọc Thơ
Nguyễn Ngọc Thơ (26 tháng 5 năm 1908 – 12 tháng 6 năm 1976) là Thủ tướng Việt Nam Cộng hòa từ tháng 11 năm 1963 đến cuối tháng 1 năm 1964 khi chức vụ này được một hội đồng quân sự lập nên sau một vụ đảo chính lật đổ và giết hại Tổng thống Ngô Đình Diệm. Trước đó, ông đã từng là Phó Tổng thống của chánh quyền Ngô Đình Diệm nhưng có ít quyền lực thực tế do các em trai của ông Diệm là Ngô Đình Nhu và Ngô Đình Cẩn đã nắm giữ quân đội và cảnh sát mật riêng. Ông không được phép tham gia vào việc quyết định chính sách quốc gia.

## Tiểu sử
Nguyễn Ngọc Thơ là con một địa chủ giàu có ở miền Nam Việt Nam. Ông trở thành viên chức chánh quyền thuộc địa tại Nam Kỳ với hàm Đốc phủ sứ. Ông từng là Bộ trưởng Nội vụ của Quốc gia Việt Nam. Khi Việt Nam Cộng hòa được thành lập, ông được cử làm đại sứ tại Nhật Bản. Năm 1956, ông được triệu hồi về Sài Gòn. Ông trở thành Tỉnh trưởng Cần Thơ và được giao nhiệm vụ đối phó với lực lượng cát cứ của giáo phái Hòa Hảo lúc đó. Một diễn biến trong sự vụ này là ông đã cho mời Ba Cụt (tên thật Lê Quang Vinh) - một trong những chỉ huy nhánh quân sự của Hòa Hảo - về tỉnh để "thương thuyết". Khi Ba Cụt về, thay vì một cuộc "thương thuyết" như Ba Cụt tưởng, Nguyễn Ngọc Thơ ra lệnh bắt và sau đó giết hại Ba Cụt.
Nguyễn Ngọc Thơ cũng giữ chức Quốc vụ khanh Kinh tế quốc gia. Tháng 11, Ngô Đình Diệm đã bổ nhiệm ông làm phó tổng thống và đã được Quốc hội Việt Nam Cộng hòa phê chuẩn vào tháng 12 năm 1956, theo quy định của Hiến pháp Việt Nam Cộng hòa. Người ta tin rằng gốc gác miền Tây Nam Bộ của ông khiến ông dễ lôi cuốn sự ủng hộ những người nông dân miền Nam hơn, trong khi Ngô Đình Diệm là người Công giáo La Mã, có gốc miền Trung và được xem là theo chủ phái "gia đình trị".

## Sau vụ đảo chánh năm 1963
Sau vụ đảo chánh lật đổ và sát hại anh em Ngô Đình Diệm ngày 1 tháng 11 năm 1963, Nguyễn Ngọc Thơ được Hội đồng quân nhân cách mạng (Dương Văn Minh là Chủ tịch) bổ nhiệm làm Thủ tướng. Ông là nhân vật dân sự dẫn đầu trong chánh quyền lâm thời. Ngoài ra, ông đã là Bộ trưởng Tài chánh và Kinh tế.
Về mặt cá nhân, có quan điểm cho rằng ông không tán thành việc Ngô Đình Diệm chủ trương bớt phụ thuộc vào viện trợ Mỹ. Ông đã phàn nàn việc Ngô Đình Diệm quá trọng dụng người em trai là Ngô Đình Nhu, trong việc điều hành quốc gia và việc Nhu cố gắng kiểm soát toàn Nam Việt Nam thông qua Đảng Cần Lao bí mật của ông cũng như việc Việt Nam Cộng Hòa thiếu thành công trong việc đối phó với phe Cộng sản. Cá nhân ông đã biết trước âm mưu đảo chánh lật đổ chế độ Ngô Đình Diệm và ông đã được các tướng lĩnh phe đảo chánh chọn làm người kế nhiệm chánh phủ. Ngày 28/2/1964, Nguyễn Khánh truất phế chánh phủ Nguyễn Ngọc Thơ và lên làm thủ tướng. Sau đó, vì lý do sức khoẻ ông Nguyễn Ngọc Thơ không tham dự vào chính trường nữa. Ông mất năm 1976 tại Thành phố Hồ Chí Minh.